# Jagdstaffel 70
A Jagdstaffel 70, conhecida também por Jasta 70, foi um esquadra de aeronaves da Luftstreitkräfte, o braço aéreo das forças armadas alemãs durante a Primeira Guerra Mundial. No total, a esquadra abateu 14 aeronaves inimigas.